# روبرت گلینسکی
روبرت گلینسکی (لهستانی: Robert Ignacy Gliński؛ زادهٔ ۱۷ آوریل ۱۹۵۲) کارگردان فیلم اهل لهستان است.
از فیلم‌های وی می‌توان به همبستگی، همبستگی...، «آوای وزغ» و «عاشقم باش و هر کاری خواستی بکن» اشاره نمود.